# Pterostylis pyramidalis
Pterostylis pyramidalis är en orkidéart som beskrevs av John Lindley. Pterostylis pyramidalis ingår i släktet Pterostylis och familjen orkidéer. Inga underarter finns listade i Catalogue of Life.

## Bildgalleri

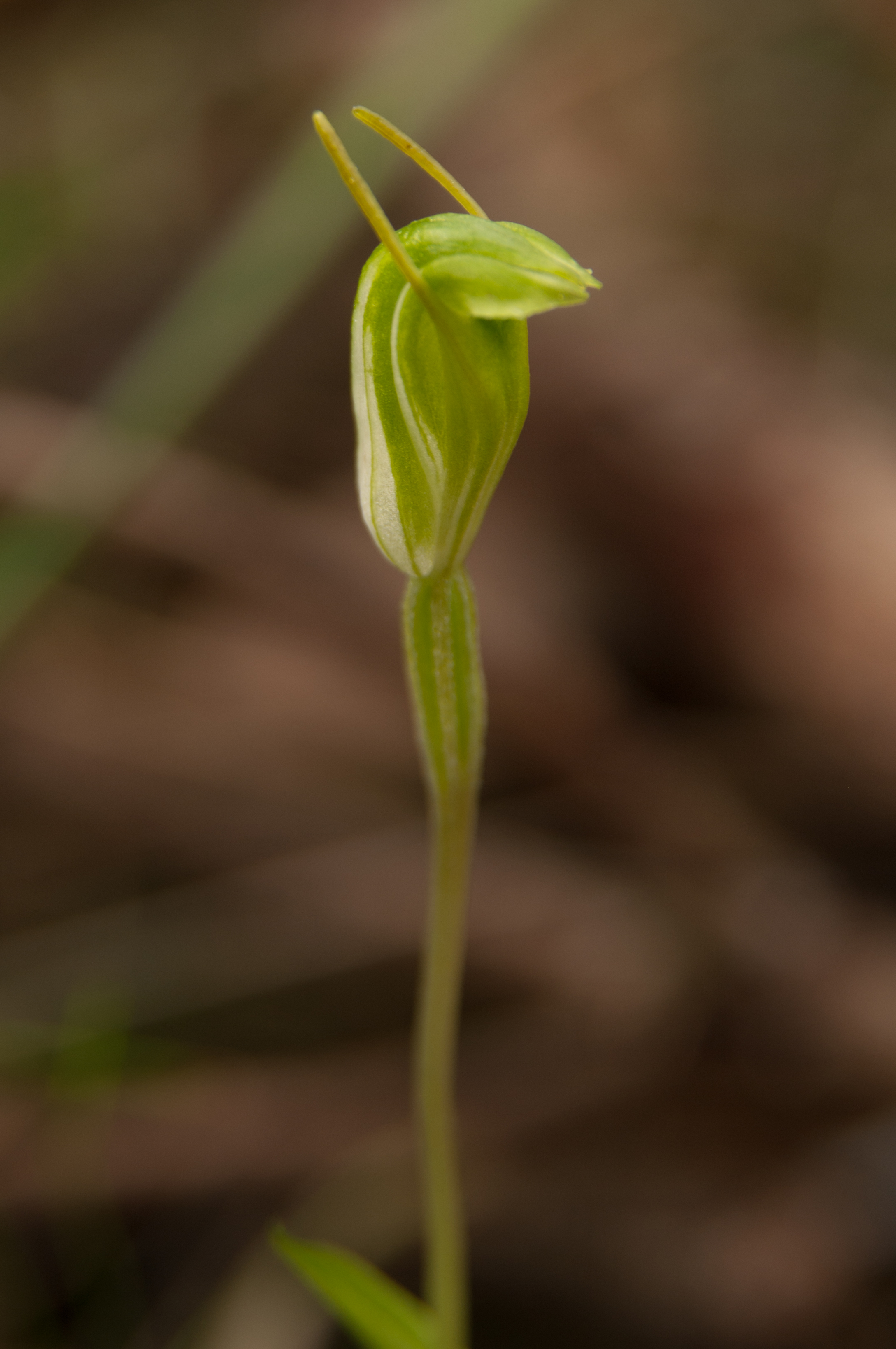